# 介國
介国，周代小型诸侯国，东夷族，位于今山东省青岛市。
据《中国历史地图集》，1981年考古勘察验证，介国都址在今胶州市杜村镇赵家城献村西南1公里处，东西长约1000米，南北约500米。
据《左传·僖公二十九年》记载，公元前631年，介君葛卢于春、冬两次去鲁国朝见鲁僖公，鲁僖公以礼相待，介葛卢在鲁国展示了其能解牛语的特殊能力。公元前630年，介国发兵攻打萧国之境，萧国是宋国封给萧叔大心的附庸国。